# Chaetoclusia transversa
Chaetoclusia transversa är en tvåvingeart som beskrevs av Lonsdale och Marshall 2006. Chaetoclusia transversa ingår i släktet Chaetoclusia och familjen träflugor. Inga underarter finns listade i Catalogue of Life.